# چگونه جباریت سقوط می‌کند: و چگونه ملت‌ها بقا می‌یابند
چگونه ستمگران سقوط می‌کنند: و چگونه ملل زنده می‌مانند (انگلیسی: How Tyrants Fall: And How Nations Survive) یک کتاب غیرداستانی است که در سال ۲۰۲۴ نوشته شده توسط مارسل دیرسوس و توسط جان موری منتشر شده است. این کتاب به بررسی استراتژی‌های تاریخی برای سرنگونی دیکتاتورها و اثربخشی آنها در دوران مدرن، به ویژه در زمینه فناوری‌های نظارت جمعی معاصر می‌پردازد.
این کتاب توسط اکونومیست به عنوان یکی از «کتاب‌های سال» شناخته شده است.  به ده زبان ترجمه شده است.

## خلاصه
این کتاب از شواهد تاریخی برای کشف سقوط دیکتاتورها استفاده می‌کند. نویسنده برای اطلاع از نوشته خود، با طیف متنوعی از کارشناسان، از جمله دیپلمات‌ها، روزنامه نگاران، مخالفان رژیم، جاسوسان سابق و کارشناسان هسته ای مشورت کرد. نویسنده خاطرنشان می‌کند که هر دیکتاتوری دارای آسیب‌پذیری‌هایی است و تأکید می‌کند که «حتی اگر بهای آن سنگین باشد، جایی برای امید وجود دارد. این افراد را می‌توان پایین آورد و گاهی اوقات این اتفاق در یک لحظه رخ می‌دهد.»
دیرسوس به تحقیقاتی اشاره می‌کند که نشان می‌دهد از زمان جنگ جهانی دوم، ۲۳ درصد از حاکمان ملی از طریق تبعید یا زندان قدرت خود را از دست دادند و این رقم برای دیکتاتورها که اغلب تبعید، زندانی یا کشته می‌شدند به ۶۹ درصد افزایش می‌یابد. او دیکتاتوری‌ها را ذاتاً بی‌ثبات و مستعد فروپاشی حتی از رویدادهای به ظاهر جزئی توصیف می‌کند. نویسنده نشان می‌دهد که کمپین‌های غیرخشونت‌آمیز تقریباً ده برابر بیشتر از قیام‌های خشونت‌آمیز به نتایج دموکراتیک منجر می‌شوند، با ۵۷٪ از جنبش‌های غیر خشونت‌آمیز موفق منجر به دموکراسی، در مقایسه با کمتر از ۶٪ برای جنبش‌های خشونت‌آمیز. همچنین نشان می‌دهد که خودکامگانی که اصلاحات دموکراتیک را پذیرفته‌اند، زندگی امن‌تر و صلح‌آمیزتری پس از رهبری دارند. علاوه بر این، اشاره می‌کند که سیستم‌های استبدادی مبتنی بر حزب عموماً پایدارتر از رژیم‌هایی هستند که حول رهبران فردی متمرکز هستند.
این کتاب انقلاب رومانی ۱۹۸۹ را به عنوان نمونه ای از چگونگی قضاوت نادرست دیکتاتورها دربارهٔ قدرت خود مورد بحث قرار می‌دهد. در ۲۱ دسامبر ۱۹۸۹، سخنرانی نیکولای چائوشسکو برای جمعیتی در بخارست به فاجعه تبدیل شد و حضار در واکنش به سرکوب وحشیانه اعتراضات توسط رژیم، او را تکان دادند. چائوشسکوها از ترس امنیت خود سعی کردند با هلیکوپتر فرار کنند اما به زودی مطلع شدند که ارتش علیه آنها روی آورده است. دستگیری بعدی آنها منجر به محاکمه و اعدام سریع شد. دیرسوس به اعتماد بیش از حد چائوشسکو اشاره می‌کند و می‌نویسد که او نتوانست برای احتمال سقوط خود آماده شود و به محض اینکه اوضاع علیه او تبدیل شد، فرار او را غیرممکن کرد.
نویسنده با تکیه بر «قانون ۳٫۵ درصدی» اریکا چنووث اظهار می‌دارد که اعتراضات توده ای که فقط ۳٫۵ درصد از جمعیت را شامل می‌شود می‌تواند برای سرنگونی یک رژیم کافی باشد. بر اساس این قاعده، «هیچ انقلابی شکست خورده است که ۳٫۵ درصد مردم در اوج مقاومت بسیج شوند، چه از طریق اعتراضات توده‌ای و چه از طریق دیگر اشکال عدم همکاری». نویسنده استدلال می‌کند که در حالی که رژیم‌هایی مانند کره شمالی در جلوگیری از اعتراضات توده‌ای مهارت دارند و از اثربخشی آنها می‌کاهد، چنین جنبش‌هایی می‌توانند با سرنگونی رژیم‌هایی مانند جمهوری اسلامی ایران موفق شوند. او در پرداختن به چنین جنبش‌هایی توصیه می‌کند که از سرکوب خشونت‌آمیز جلوگیری شود و می‌نویسد که «اگر شلیک کنی، بازنده می‌شوی»، زیرا تشدید خشونت به چرخه‌های مقاومت و سرکوب بیشتر دامن می‌زند.
این کتاب تأکید می‌کند که سرنگونی استبدادهای مستقر مانند کره شمالی و ایران می‌تواند چالش‌برانگیز باشد. دیرسوس نشان می‌دهد که چنین تغییراتی معمولاً از طریق درگیری‌های داخلی یا فرار از متحدان کلیدی رخ می‌دهد و نمونه‌های تاریخی‌ای مانند سرنگونی فردیناند مارکوس در سال ۱۹۸۶ و فرانسیسکو ماسیاس نگوما در سال ۱۹۷۹ را ذکر می‌کند.
توصیه‌های عملی کتاب برای حذف مستبدان در بخش پایانی آن ارائه شده است. نویسنده راهبردی را با محوریت تضعیف رهبر، تقویت نخبگان و توانمندسازی توده‌ها پیشنهاد می‌کند. او اقدامات خاصی مانند توقف محموله‌های تسلیحاتی که دیکتاتورها ممکن است علیه شهروندان خود استفاده کنند، اعمال تحریم‌های اقتصادی برای محدود کردن توانایی آنها در پاداش دادن به متحدان، و اختلال در دسترسی به نرم‌افزارهای نظارتی برای جلوگیری از ردیابی مخالفان را پیشنهاد می‌کند. این کتاب همچنین با ذکر نمونه‌هایی مانند سهام قطر هلدینگ LLC در فولکس واگن، همدستی غرب را در توانمند ساختن مستبدان برای به دست آوردن دارایی‌های مهم در اقتصادهای دموکراتیک نقد می‌کند.

## پذیرایی
این کتاب توسط اکونومیست به عنوان یکی از «کتاب‌های سال» شناخته شده است.  دیلی تلگراف آن را «تفکر برانگیز» و «سرگرم کننده» توصیف کرد. فایننشال تایمز آن را یک کتاب قانع کننده نامید.
از اکتبر ۲۰۲۴، این کتاب به ده زبان ترجمه شده است.